# Vragenuur (België)

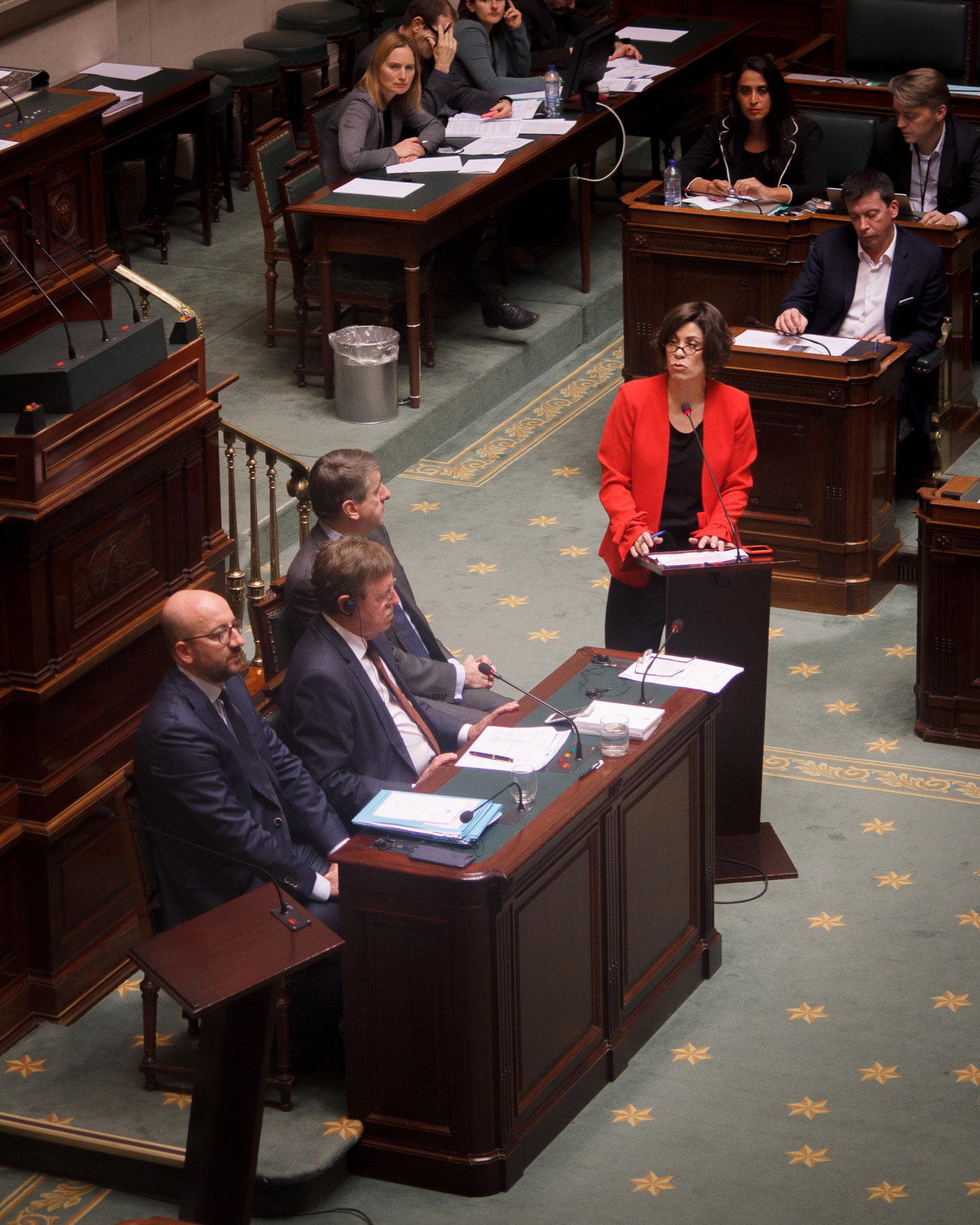
Vragenuurtje in de Belgische Kamer van volksvertegenwoordigers op 11 januari 2018. Rechts aan het woord is PS-politica Julie Fernandez Fernandez. Aan het tafeltje voor de tribune zitten van links naar rechts de ondervraagde eerste minister Charles Michel (MR), Kamervoorzitter Siegfried Bracke (N-VA) en Olivier Maingain (DéFI), de eerste spreker.

Het wekelijks terugkerende vragenuur biedt Belgische parlementsleden de gelegenheid mondelinge vragen aan de regering te stellen.
In het Vlaams Parlement wordt het vragenuurtje op woensdag gehouden. Beide werden uitgezonden op één in het programma Villa Politica met Linda De Win. Goedele Devroy volgde haar in 2021 op. 